# Clay Mathematics Institute
Das Clay Mathematics Institute (CMI) zur Förderung der Mathematik hat seinen Sitz in Peterborough (New Hampshire), USA. Es wurde im September 1999 vom Stifterpaar Clay, dem Bostoner Geschäftsmann Landon T. Clay und dessen Frau Lavinia D. Clay, gegründet.

## Millennium-Probleme
Zur Stiftung gehören die Preisgelder für die Lösung der sogenannten Millennium-Probleme aus dem Bereich der Mathematik. Diese waren sieben ungelöste Probleme der Mathematik, auf die jeweils ein Preisgeld von einer Million Dollar ausgesetzt wurde. Nur eines der Probleme ist bisher gelöst.

## Clay Mathematics Monographs
Das Institut gibt auch Reihe mathematischer Monographien heraus, die Clay Mathematics Monographs.

## Clay Research Award
Die Stiftung vergibt jährlich den Clay Research Award für herausragende Forschungsleistungen auf dem Gebiet der Mathematik.